# Head First (Uriah Heep)
Head First è il quindicesimo album in studio del gruppo musicale rock britannico Uriah Heep pubblicato nel maggio 1983.

## Tracce
La canzone Lonely Nights è una cover di Bryan Adams.
1. The Other Side Of Midnight (Box/Daisley/Goalby/Kerslake/Sinclair) – 3:55
2. Stay on Top (Jackson) – 3:35
3. Lonely Nights (Adams/Vallance) – 4:07
4. Sweet Talk (Box/Daisley/Goalby/J. & L. Sinclair/Kerslake) – 3:51
5. Love is Blind (Carbone/Zito) – 3:38
6. Roll–Overture (Box/Daisley/Goalby/Sinclair) – 2:18
7. Red Lights (Box/Daisley/Goalby/Sinclair) – 2:57
8. Rollin' the Rock (Box/Daisley/Goalby/Sinclair) – 5:31
9. Straight Through the Heart (Box/Daisley/Goalby/Sinclair/Kerslake) – 3:39
10. Weekend Warriors (Box/Daisley/Goalby/Sinclair/Kerslake) – 3:50

## Formazione
- Peter Goalby - voce
- Mick Box - chitarra
- John Sinclair - tastiere
- Bob Daisley - basso
- Lee Kerslake - batteria